# Селавик (национальный резерват дикой природы)
Селавик (англ. Selawik National Wildlife Refuge) — национальный резерват дикой природы на северо-западе Аляски, был официально учрежден в 1980 году. Части резервата находятся в боро Нортуэст-Арктик и в зоне переписи населения Юкон-Коюкук.

## Описание
Площадь резервата составляет около 8800 км². Он расположен за полярным кругом, к востоку от залива Коцебу. Он граничит на севере с Национальным парком Кобук-Валли. Природные зоны резервата: горная тундра, тундра, тайга, прибрежные и заболоченные зоны, большие дельты рек, долины рек. Резерват был создан для сохранения мест обитания карибу (Rangifer tarandus), куликов (Charadrii), нельмы (Stenodus leucichthys nelma), многих водоплавающих и перелётных птиц, лосося.